# СН-3 RAINBOW 3
СН-3 RAINBOW 3 — китайський розвідувально-ударний БПЛА. 

## Історія
CH-3 у вигляді повнорозмірного макета був вперше представлений в 2008 році на виставці «Ейршоу-Чайна».

## Опис
Являє собою апарат, виконаний за схемою «утка».

## Характеристики
- Розмах крила: 7,9 м
- Довжина: 5,1 м
- Висота: 2,4 м
- Маса: 640 кг
- Крейсерська швидкість: 222 км/год
- Тривалість польоту: 12 год
- Практична стеля: 5000 м
- Озброєння: - дві розроблені CASC керованих ракети AR-1 «повітря-земля» (маса 45 кг, лазерна система наведення) і малогабаритні керовані авіабомби FT-10/25 (калібр 25 кг, супутникова система наведення) або дві «вузькі» авіабомби FT- 5 калібру 75 кг (вага БЧ - 35 кг, КВО - 3-5 м) з напівактивною лазерною системою наведення.

## Варіанти та модифікації
- СН-3А — варіант з корисним навантаженням до 180 кг., а також використовується супутниковий канал передачі даних.

## На озброєнні
- М'янма
- КНР
- Нігерія
- Пакистан: відомий як Burraq

## Бойове застосування
- У січні 2015 року повідомлялося, що дрон СН-3 зазнав аварії на півночі Нігерії [Архівовано 11 червня 2019 у Wayback Machine.]. Вважається, що дрон брав участь у боротьбі Нігерії проти ісламської бойової групи Боко Харам.
- У лютому 2016 року Нігерія оголосила про успішний удар безпілотників у своїй постійній війні проти Боко Харама.